# مغناطيسية فريتية

المغناطيسية الفرِّيتية

في الفيزياء، المغناطيسية الفرِّيتية أو فريمغناطيسية (بالإنجليزية: Ferrimagnetism)‏ هي خاصية في المادة يترتب فيها العزم المغناطيسي لذرات تشغل الشبكة البلورية بحيث تكون معاكسة لذرات أخرى تشغل مواقع تحتية في الشبكة البلورية للمادة. وتشابه المغناطيسية الفرِّيتية المغناطيسية المضادة من حيث أن العزم المغناطيسي لنصف عدد الذرات في المادة يكون اتجاهه عكسيا بالنسبة لنصف عدد الذرات الأخرى ولكن عزومها المغناطيسية ليست متساوية بحيث تظهر للمادة مغناطيسية ذاتية. (في المغناطيسية المضادة يتساوى العزم المغناطيسي للذرات وتكون محصلة العزوم المتعاكسة صفرا، أي لا تكون المادة ذات مغناطيسية ذاتية).
وتوجد المغناطيسية الفرِّيتية عندما تكون الذرات (أو الأيونات) التي تشغل الشبكة البلورية التحتية مختلفة عن نوع الذرات التي تشغل المواقع الأساسية في الشبكة البلورية. مثال على تلك الأيونات أيونات الحديد Fe2+ و Fe3+.
وتوجد ظاهرة المغناطيسية الفرِّيتية في مادة الفريت الحديدية واللعل المغناطيسي. وكانت أقدم مادة تعرف بأنها مغناطيسية فرِّيتية هي الماجنتيت وهي أكسيد الحديد (الثنائي والثلاثي) و Fe3O4. وكانت تلك المواد تعتبر من نوع مغناطيسية حديدية إلى أن اكتشف لويس نييل ظاهرة المغناطيسية الفرِّيتية والمغناطيسية المضادة عام 1948.
.

## تشابه مع المغناطيسية الحديدية
ينشأ العزم المغناطيسي في حبيبة المادة كمحصلة للعزوم المغناطيسية للذرات حيث تترتب العزوم موازية لبعضها البعض. ونظرا لكون الحبيبات المغناطيسية في المادة موزعة عشوائيا في جميع الاتجاهات فإن المادة لا تظهر مغناطيسيتها في الظروف العادية. وعندما توضع المادة في مجال مغناطيسي فإن العزم المغناطيسي لجميع الحبيبات يتخذ اتجاها موازيا للمجال المغناطيسي الخارجي. عندئذ تظهر مغناطيسية المادة ويبقى بعد اختفاء المجال المغناطيسي الخارجي (انظر الاستبقائيّة). وعندما تتعدى درجة حرارة المادة درجة حرارة كوري فإنها تفقد هذا الترتيب، وتظهر خاصية المغناطيسية المسايرة.

## مواد مغناطيسية فرِّيتية واستخدامها
.

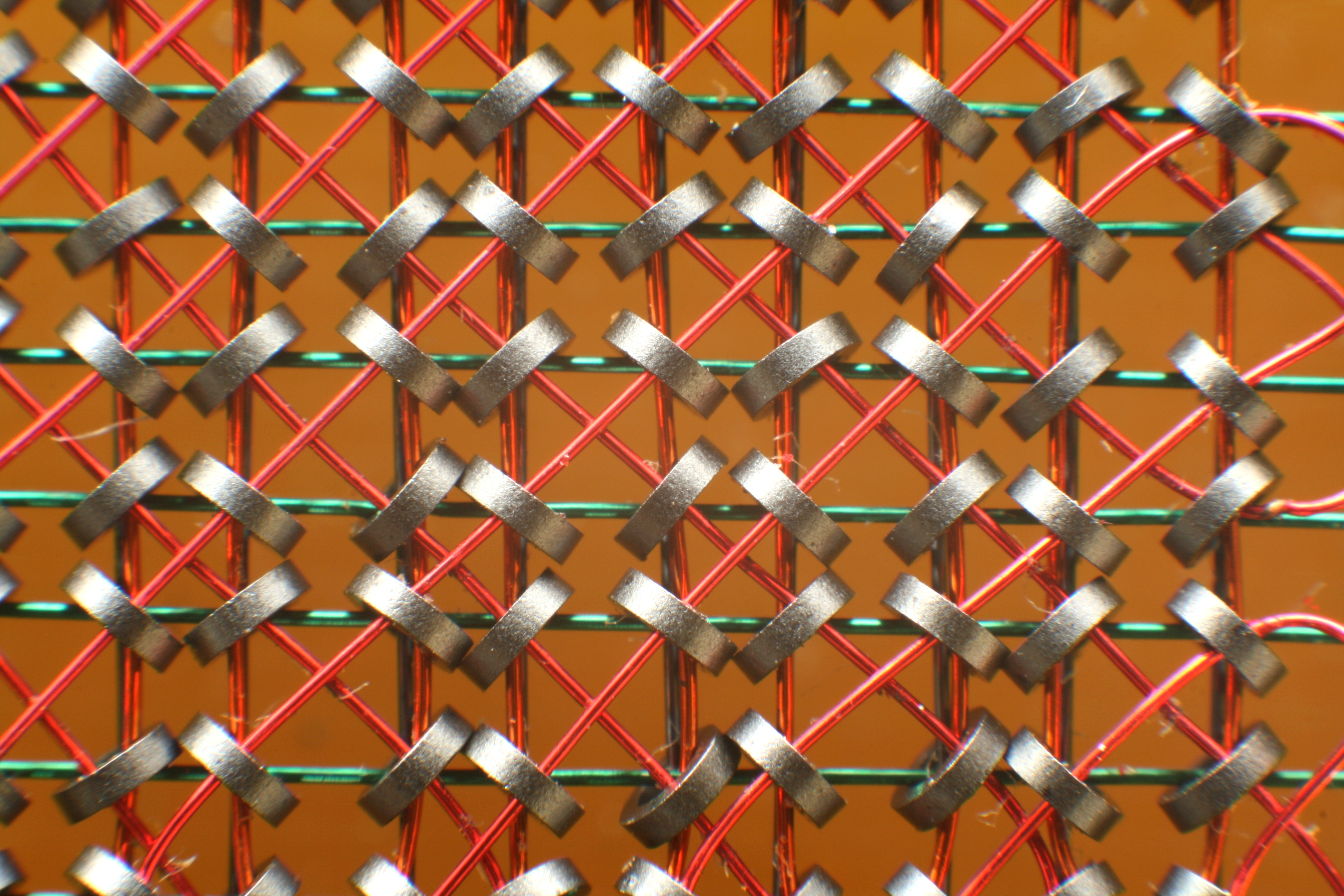
صورة مكبرة لمغناطيسات الذواكر الرئيسية المغناطيسية للحاسوب، وتشبكها توصيلات كتابة/وقراءة

أكثر المواد استخداما من هذا النوع هي الفيريت التي يمكن اعتبارها ماجنتيت مع استبدال بعض أيونات الحديد الثنائية التكافؤ في بأيونات من مادة أخرى أيضا ثنائية التكافؤ مثل النحاس أو الزنك أو النيكل أو المغنسيوم أو المنجنيز أو مخلوط من تلك. فتكون أيونات الحديد الثلاثية التكافؤ مع الأيونات المضافة الثنائية التكافؤ بلورات تشترك في تكوينها ذرات الأكسجين.
ونظرا لكون المواد الفريتية من أكاسيد السيراميك ولها مقاومة كهربائية عالية تمنع التيارات الدوامية فهي تستخدم كثيرا كأجزاء مغناطيسية في نطاق التردد العالي. عندئذ فيختار منها أنواع تتميز بمنحنى استبقائية رفيع ذو مساحة ضيقة. بذلك يمكن خفض فاقد الاستبقائية الناتج عن التغير المستمر لاتجاه المغناطيسية في الترددات العالية.
وعند استخدام المواد المغناطيسية الفرِّيتية كمغناطيسات ذاتية فلابد وأن تكون منحنى الاستبقائية لها في شكل متوازي الأضلاع. وتستخدم تلك المغناطيسات في مغناطيسات الالتصاق الصغيرة وفي مغناطيسات مكبر الصوت الكهربائية. وكانت تلك المغناطيسات تستخدم أيضا في الماضي في الذواكر الرئيسية المغناطيسية في الحاسوب.

## جزيء فريمغناطيسي
تتواجد خاصية المغناطيسية الفرِّيتية أيضا في جزيئات مغناطيسية. ومن تلك الجزيئات نوع من جزيئات المنجنيز له عزم مغزلي S = 10. وهو يتكون من أيونات منجنيز ثنائية التكافؤ وأخرى ثلاثية التكافؤ تحيط بأيون منجنيز رباعي التكافؤ (Mn(IV ويحدث بينهم تآثر مغناطيسية مضادة.

## اقرأ أيضا
- فريت (مغناطيسية)
- الاستبقائيّة
- مغناطيسية أرضية
- مغناطيسية حديدية
- مغناطيسية مسايرة
- مغناطيسية معاكسة
- قانون كوري
- قابلية مغناطيسية
- مغناطيسية حديدية مضادة

## وصلات خارجية
- ظاهرة المغناطيسية معززة بصور توضيحية